# Пиперонилбутоксид

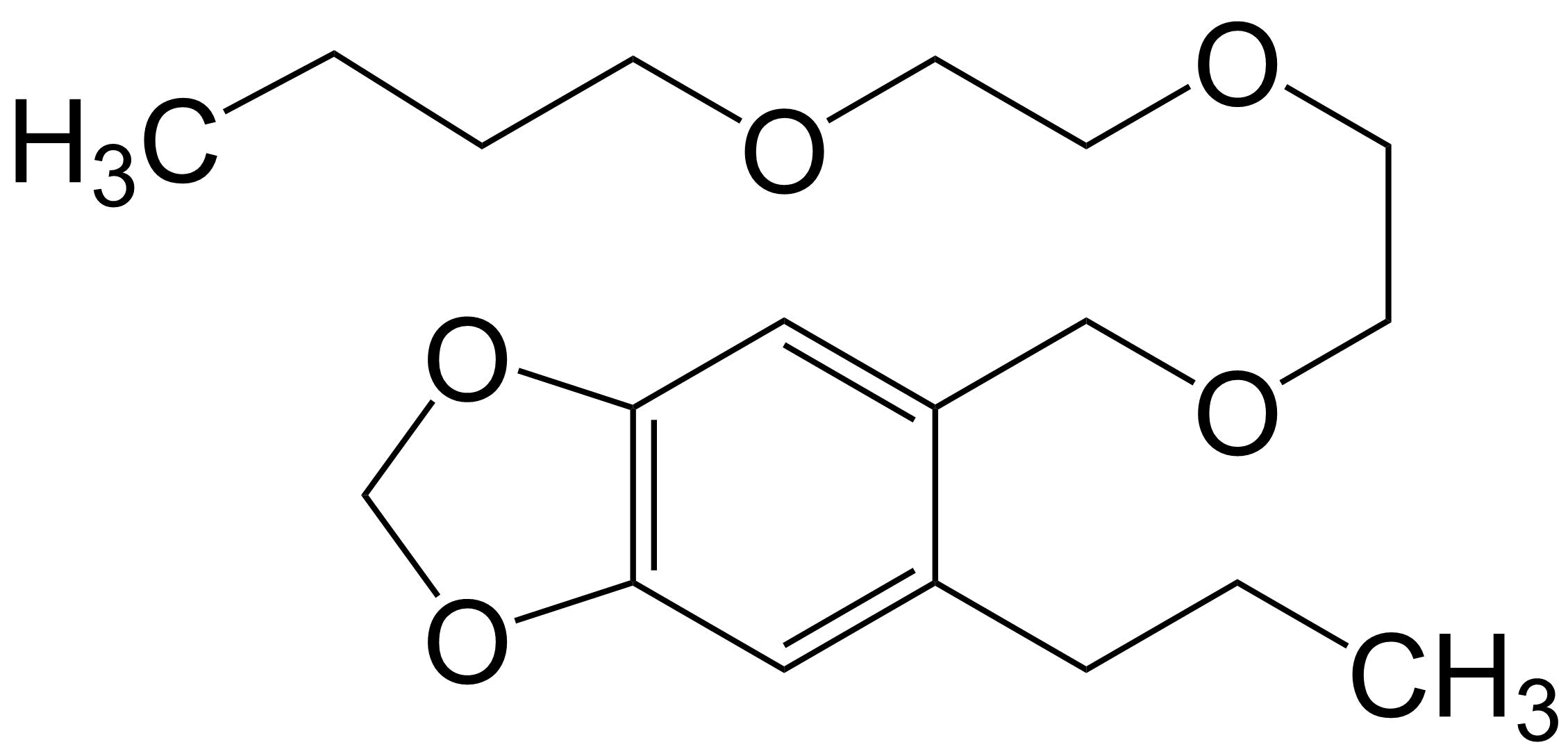
Пиперонилбутоксид

Пиперонилбутоксид (ППБ), C19H30O5 — вещество-синергист пиретроидов. Ингибитор монооксигеназ и карбоксиэстераз, разрушающих пиретроиды в организме насекомых. Этим он резко повышает инсектицидную эффективность пиретроидов. Кроме того, ППБ улучшает проникновение пиретроидов через кутикулу членистоногих. Так, добавление 10-20% ППБ к пиретроидам ускоряет наступление паралича у тараканов в 2-5 раз.
Для теплокровных ППБ является умеренно опасным веществом. ЛД50 для крыс — 4570 мг/кг (для сравнения поваренная соль более токсична - ЛД50 = 3000 мг/кг), для мышей — 2650 мг/кг, для собак и кошек 7900 мг/кг (при введении в желудочный тракт).